# Loučná (Lom)
Loučná (německy Ladung) je místní část města Lom v okrese Most v Ústeckém kraji. Nachází se v podhůří Krušných hor v nadmořské výšce 385 metrů a zástavba plynule navazuje na část města zvanou Horní Lom. Osadou prochází silnice III. třídy 0138 z Litvínova do Oseka (Podkrušnohorská ulice) a protéká jí Loučenský potok.

## Název
Původní německý název Ladung byl odvozen ze středněhornoněmeckého slova ladunge, v místním jméně označujícího nákladiště (Ladungsplatz). V historických pramenech se jméno vsi objevuje ve tvarech: na Ladungku (1549) a Ladung (1594, 1654, 1787 a 1833).

## Historie
První písemná zmínka o vsi pochází z roku 1549. Před rokem 1848 byla součástí valdštejnského panství Horní Litvínov – Duchcov. Po roce 1850 se stala osadou města Osek v okrese Teplice. Od roku 1896 do 1960 se nacházela v okrese Duchcov. Po druhé světové válce získala svůj současný český název – do roku 1945 se i v češtině nazývala Ladunk. V roce 1960 byla připojena do okresu Most a stala se součástí města Lomu.

## Obyvatelstvo
Při sčítání lidu v roce 1921 zde žilo 887 obyvatel (z toho 453 mužů), z nichž bylo 164 Čechoslováků, 719 Němců a čtyři cizinci. Převažovala římskokatolická většina, ale žilo zde také sedmnáct evangelíků, jeden člen církve československé, jeden člen nezjišťovaných církví a 86 lidí bez vyznání. Podle sčítání lidu z roku 1930 měla vesnice 945 obyvatel: 158 Čechoslováků, 781 Němců a šest cizinců. Většina se hlásila k římskokatolické církvi, sedm lidí k evangelickým církvím, devět k církvi československé, dva k neuvedeným církvím a 109 lidí bylo bez vyznání.
|                                                              | 1869 | 1880 | 1890 | 1900 | 1910  | 1921 | 1930 | 1950 | 1961  | 1970  | 1980 | 1991 | 2001 | 2011 |
| ------------------------------------------------------------ | ---- | ---- | ---- | ---- | ----- | ---- | ---- | ---- | ----- | ----- | ---- | ---- | ---- | ---- |
| Obyvatelé                                                    | 355  | 416  | 488  | 821  | 1 030 | 887  | 945  | 644  | 1 337 | 1 090 | 824  | 710  | 980  | 943  |
| Domy                                                         | 57   | 60   | 64   | 79   | 88    | 86   | 98   | 97   | .     | 120   | 113  | 122  | 144  | 160  |
| Počet domů z roku 1961 je zahrnut v domech místní části Lom. |      |      |      |      |       |      |      |      |       |       |      |      |      |      |

## Pamětihodnosti
- Opravená kaplička na návsi z roku 1799
- Přírodní památka Salesiova výšina cca 1 km východně od osady (již na území okresu Teplice)
- V katastru Loučné, necelých 5 km severozápadně, se nachází nejvyšší bod okresu Most: hora Loučná (956 m).